# UEFA Champions League Magazin
Das UEFA Champions League Magazin war eine Sportsendung des ZDF am Mittwochabend. Sie wurde erstmals am 19. September 2012 ausgestrahlt. Sie diente als Vorberichterstattung für die Liveübertragungen der UEFA Champions League.

## Konzept
Als öffentlich-rechtlicher Fernsehsender darf das ZDF ab 20 Uhr keine Werbung mehr senden. Da die Übertragungsrechte für die UEFA Champions League teuer sind, wollte man die Werbeblöcke im Vorfeld der Spiele senden. Aus diesem Grund meldeten sich die Moderatoren der Liveübertragung, Oliver Welke oder Jochen Breyer mit Experte Oliver Kahn, bereits um 19:20 Uhr für eine Viertelstunde aus dem Stadion des Spiels. Die Sendung beinhaltete kurze Reportagen in Form von Einspielfilmen sowie Interviews und Analysen.
Unter dem Titel ran – Champions League Magazin strahlte der Privatsender kabel eins von September bis Dezember 2010 ein ähnlich konzipiertes Magazin aus. Moderiert wurde die Sendung von Andrea Kaiser.

## Moderatoren
Moderiert wurde die Sendung entweder von Oliver Welke oder Jochen Breyer. Experte in jeder Sendung war Oliver Kahn.